# Gheorghe Naum
Gheorghe Naum (n. 17 aprilie 1907, Brăila, România – d. 15 mai 1968, Republica Socialistă România) a fost un pictor și gravor român. 

## Biogafie
Gheorghe Naum s-a născut într-o familie de aromâni. La 17 ani s-a înscris la Școala de Belle Arte din București (1924-1930), unde a urmat în paralel gravura cu Gabriel Popescu, desenul cu Constantin Artachino și Frederic Storck iar pictura cu George Demetrescu Mirea și Camil Ressu. Până în anul al III-lea a urmat în paralel și secția de sculptură, avându-l ca profesor la modelaj pe Dimitrie Paciurea.
Pentru Gheorghe Naum a fost hotărâtoare întâlnirea cu două personalități modelate în atmosfera artistică pariziană: Camil Ressu, profesor din ultimii ani de studiu, și Ion Theodorescu-Sion.
În anul 1928, Gheorghe Naum, a expus la Salonul pentru desen și gravură iar, în luna noiembrie 1929, a vernisat prima sa expoziție personală cu 71 de picturi, desene și gravuri.
Dedicat artei, înzestrat cu sensibilitate și inteligență plastică, Gheorghe Naum a urmat calea picturii realiste, fiind un desenator pasionat și virtuoz al culorii. Reîntors la Brăila după terminarea studiilor, pictorul Gheorghe Naum descoperă oferta peisagistică din jurul orașului prezentă mereu în opera sa: periferia, docurile, zona industrială, bărcile, corăbiile și vapoarele din port.
La expoziția din 1934, din cele 36 de tablouri, 25 reprezentau peisaje, majoritatea din portul Brăila. Criticul de artă Petru Comarnescu spunea că Gh. Naum este autorul uneia dintre cele mai sugestive evocări ale atmosferei porturilor dunărene. De-a lungul anilor pictura lui Gh. Naum se îmbogățește tematic și tehnic. Corpul feminin este surprins în diferite ipostaze ale vieții cotidiene: întâlniri mondene, lumea spectacolelor, a cârciumilor, a spațiului interior intim. Desenul expresiv al conturului, culoarea epidermei fluidă și mată, cu pete de lumină strălucitoare, toate surprind psihologia personajului într-o manieră de-acum proprie pictorului. Înclinat spre cercetare și experiment și-a asumat condiția artistului independent, în afara oricărui curent, dar atent la spiritul epocii, la noutățile manifestate în perioada interbelică. Criticul de artă Maria Stoica afirmă: "Rigoarea impusă compoziției prin ritmuri liniare verticale, susținută de pensulația sever direcționată, atenuată de orchestrarea culorii modulate într-un registru intens de lumină, fac din Gh. Naum un pictor reprezentativ în istoria artei românești."
Pictor și gravor de mare forță expresivă, Gheorghe Naum a fost recunoscut de contemporani prin cele cinci premii pe care le-a obținut între 1931 și 1940 la Saloanele Oficiale din partea Ministerului Cultelor și Artelor.
Între 1950 și 1954, a fost primul director la Pinacotecii din orașul Brăila. În 1951, este primit ca membru al Uniunii Artiștilor Plastici din România, secția grafică, iar între 1965-1968, a fost profesor la Școala Populară de Artă din Brăila. Între 1955 și 1965, a fost secretarul Cenaclului U.A.P. Brăila. 
La 15 mai 1968, în sala unde își pregătea viitoarea expoziție, pictorul Gheorghe Naum s-a îndreptat către fereastra încăperii, privind lumina, atât de dragă lui, și a căzut pe podea. A decedat fulgerător din cauza unei insuficiențe cardiace cronice. 
A fost căsătorit cu Lidia Nenu, împreună au avut doi băieți, dintre care unul înzestrat pictor ca și tatăl său și al cărui nume i l-a purtat: Gheorghe Gh. Naum, căsătorit la rândul său cu Georgeta Florea Naum, pictor cu mare disponibilitate imagistică.

## In memoriam
În anul 2011, la Muzeul Brăilei a fost inaugurată Galeria „Gheorghe Naum”.

## Distincții
- Medalia Muncii (9 iunie 1954) „pentru merite deosebite în domeniul artelor plastice”[6]
- Ordinul Muncii clasa a III-a (1 octombrie 1957) „pentru merite deosebite în activitatea artistică” și „cu prilejul împlinirii vîrstei de 50 ani”[7]